# Paul Milliet (Schriftsteller)

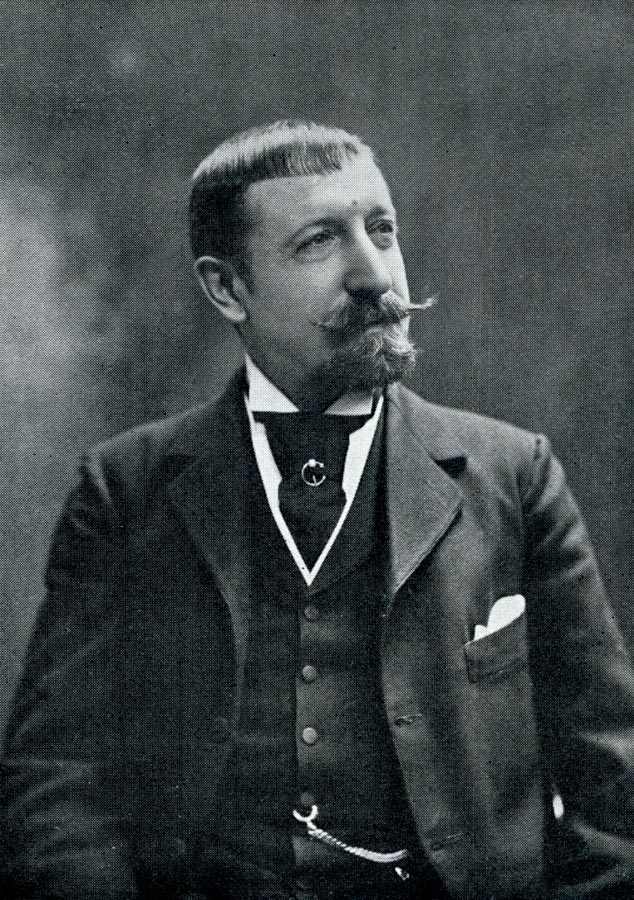
Paul Milliet

Paul Milliet (* 14. Februar 1848 in Rio de Janeiro; † 21. November 1924 in Paris) war ein französischer Librettist.
Milliet wurde vor allem durch seine Libretti für Jules Massenet bekannt. Für ihn schrieb er „Werther“ nach Goethes „Die Leiden des jungen Werthers“ und –  gemeinsam mit Henri Grémont – die Hérodiade nach Gustave Flauberts Hérodias aus seinen Trois contes.
Für den in Paris lebenden ungarischen Komponisten Sándor Bertha schrieb er das Libretto zur Oper Matthias Corvin, drei seiner Libretti wurden durch den griechischen Komponisten Spyros Samaras vertont. Weiterhin übersetzte er das Libretto für die französische Version von Manuel de Fallas Oper La vida breve.
Milliet war mit der aus den USA stammenden Sängerin Ada Adini verheiratet.

## Libretti
- Jules Massenet: Hérodiade (mit Henri Grémont), Oper, UA 1881
- Sándor Bertha: Matthias Corvin, komische Oper, UA 1883 (ungarisch: Corvin Mátyás, 1884)
- Louis Gaston Ganne: Maître Jean, Feenspiel, UA 1884
- Jules Massenet: Werther (mit Édouard Blau und Georges Hartmann), Oper, UA 1893 (in Wien in deutscher Übersetzung durch Max Kalbeck 1892)
- Spyros Samaras: Storia d’amore o La biondinetta UA 1903
- Spyros Samaras: Mademoiselle de Belle-Isle Libretto, UA 1905
- Spyros Samaras: Rhea, UA 1908
- Manuel de Falla: La vie brève (Übersetzung: La vida breve), Oper, UA 1913
- Camille Erlanger: Forfaiture, musikalische Komödie, UA 1921

| Personendaten    | Personendaten                               |
| ---------------- | ------------------------------------------- |
| NAME             | Milliet, Paul                               |
| KURZBESCHREIBUNG | französischer Schriftsteller und Librettist |
| GEBURTSDATUM     | 14. Februar 1848                            |
| GEBURTSORT       | Rio de Janeiro                              |
| STERBEDATUM      | 21. November 1924                           |
| STERBEORT        | Paris                                       |